# Simon Aspelin
Simon Aspelin (n. 11 mai 1974, Saltsjöbaden⁠(d), Comitatul Stockholm, Suedia) este un jucător de tenis suedez, medaliat olimpic. A participat la o ediție a Jocurilor Olimpice (2008) în care a câștigat o medalie de argint.

## Participări
Lista de mai jos prezintă principalele competiții la care a participat Simon Aspelin de-a lungul carierei.
- tennis at the 2008 Summer Olympics – men's doubles[*]